# John Cockerill (entreprise)
Pour les articles homonymes, voir CMI et John Cockerill (homonymie).
John Cockerill, anciennement Cockerill Maintenance & Ingénierie (CMI), est une entreprise multinationale belge d'ingénierie et de maintenance basée à Seraing près de Liège, en Wallonie. Elle est présidée et détenue majoritairement par l'homme d'affaires français et président du FC Metz Bernard Serin, et dirigée depuis 2022 par l'ingénieur français François Michel, ancien de Saint-Gobain. 
Le groupe est actif dans l'énergie (chaudières de récupération de chaleur pour centrales électriques à cycle combiné, chaudières pour centrales thermosolaires à concentration, stockage), l'armement (systèmes tourelle-canon et simulateurs), l'industrie (complexes complets à froid pour les aciers plats carbone pour la sidérurgie, lignes de traitement des aciers et métaux non-ferreux, installations de traitement de surface), l'environnement (installations de traitement des déchets industriels solides, liquides et gazeux et solutions d'efficacité énergétique) et, depuis 2017, dans l'hydrogène.

## Histoire

### Origines
L'origine de CMI remonte à 1817, lorsque le britannique John Cockerill s'installe dans le château des Princes-Evêques de Seraing, acheté à Guillaume Ier des Pays-Bas.
John Cockerill y développe des activités de construction mécanique : machines à vapeur, canons, rails de chemin de fer, locomotives, métiers à tisser... Rapidement[évasif], les Établissements Cockerill diversifient leurs activités, investissant notamment dans un haut fourneau pour fabriquer de l'acier. Progressivement, cette activité sidérurgique devient le cœur de métier de l'entreprise, laquelle prit une ampleur considérable au cours des décennies pour devenir un géant mondial de l'acier : Cockerill-Sambre.

### 1982: CMI s.a.
Toutefois, l'activité initiale de construction mécanique perdure. Elle est filialisée en 1982 pour devenir CMI s.a. (Cockerill Mechanical Industries). Vingt ans plus tard, en 2002, CMI s.a. s'émancipe de la maison-mère – laquelle intégrera le groupe français Arcelor, puis ArcelorMittal – passant sous le contrôle de deux actionnaires indépendants, l'homme d'affaires français Bernard Serin et l'homme d'affaires belge Pierre Meyers. 
Sous leur impulsion, le nom de CMI évolue en Cockerill Maintenance & Ingénierie (2004). CMI connait depuis une croissance forte,. En janvier 2008, CMI acquiert l'entreprise indienne de fabrication d'outils de laminage FPE.
En 2016, Bernard Serin, via sa holding Ebenis, rachète les parts de Pierre Meyers dans l'actionnariat du Groupe CMI.

### 2019: CMI devient le groupe John Cockerill
En 2019, le nom du groupe change et devient John Cockerill, du nom de son fondateur. En parallèle à ce changement d'identité, l'entreprise poursuit son virage stratégique dans les énergies renouvelables.
En 2022, John Cockerill reprend les activités refroidissement du Groupe Hamon, en faillite.
En 2024, le groupe John Cockerill prévoit de reprendre l'entreprise française Arquus (ex-Renault Trucks Defense), actuellement détenue par le groupe suédois Volvo, pour consolider sa filière défense et renforcer la coopération européenne en matière de défense,.

## Filiales
Le groupe John Cockerill est composé de six secteurs d'activités : Energy, Defense, Industry, Environment, Services et Hydrogen.
La filiale CMI Defense, spécialisée dans l'industrie de l'armement, est une entreprise française qui change de nom en 2020 et intègre la société spécialisée dans la simulation Agueris. En 2005, CMI rachète deux sociétés aux États-Unis, EFCO, active dans les fours de traitement thermique, et EPTI, spécialiste des chaudières horizontales. En 2008, CMI s'implante en Inde avec l'acquisition de Flat Products Equipments Limited, spécialisé dans les fours et laminoirs pour la sidérurgie. Dans les années 2012, 2013 et 2014, CMI développe ses activités dans l'environnement : le groupe acquiert les sociétés de traitement de l'air Europe Environnement et de traitement des eaux Proserpol et Balteau. Avec le français Sleti et le finlandais Galvatek, John Cockerill se positionne également parmi les leaders mondiaux de la fourniture d'ateliers de traitement de surface pour des industries comme l’aviation et l’automobile.

## Actionnariat
| Actionnaire                                                                          | Part    |
| ------------------------------------------------------------------------------------ | ------- |
| Famille Serin (Bernard Serin et son fils, à travers Ebenis S.A., basé au Luxembourg) | 80,65 % |
| Dodeca S.A. (Cadres dirigeants du groupe Cockerill)                                  | 19,35 % |

## Activités

### Hydrogène vert et énergies renouvelables
Actif dans l'énergie depuis sa création avec la maîtrise de la vapeur, John Cockerill se développe dans les énergies renouvelables dès les années 2010. En 2018, l'entreprise équipe son site de Seraing de 6.500 panneaux solaires et de différents types de batteries, pour créer la plus grande station industrielle de stockage d’énergie verte en Europe, baptisée MiRIS, puis installe des bornes pour la recharge de véhicules, et camions électriques. Les ingénieurs de John Cockerill développent également des récepteurs solaires, des générateurs de vapeur et des échangeurs de chaleur à sels fondus qui équipent des centrales thermosolaires au Chili, en Chine, aux Émirats arabes unis et en Afrique du Sud.

#### Hydrogène vert
John Cockerill crée en 2018 la coentreprise Cockerill Jingli Hydrogen pour la production d'électrolyseurs alcalins de grande capacité. Un site est inauguré en 2019 pour la fabrication d'électrolyseurs, dont ceux destinés à alimenter en hydrogène vert la flotte de bus circulant au sein du village olympique des Jeux Olympiques de Pékin 2022 ou l'industrie des semi-conducteurs à Taiwan. L'entreprise déclare avoir fourni 151 MW de capacité de production d'hydrogène sur un marché global de 450 MW d'électrolyseurs alcalins installés en 2021.
En parallèle à la conception et la fabrication d'électrolyseurs, John Cockerill a lancé la construction de nouvelles usines de fabrication d'électrolyseurs en France et en Belgique, en Inde, au Maroc, aux Émirats arabes unis et aux États-Unis. L'entreprise est notamment citée pour la fourniture d'équipements de production d'hydrogène vert dans plusieurs projets en Belgique visant à décarboner l'industrieet la mobilité.
En 2023, John Cockerill et Technip Energies ont annoncé la création d'une nouvelle société spécialisée dans la conception et l'équipement de projets d'hydrogène vert.

### Sidérurgie
Dès son installation à Seraing en 1817, John Cockerill développe la production d'acier et de machines à vapeur. L'histoire de l'entreprise est en partie liée à la sidérurgie, par la volonté du fondateur de disposer de son propre acier pour produire ses locomotives, rails, canons, ponts, etc. L'esprit d'entrepreneur de John Cockerill a persisté au sein de l'entreprise avec, deux siècles après la création des Établissements Cockerill, le développement continu d'équipements de production d'acier performants et innovants comme le Jet Vapor Deposition ou Volteron pour les principaux sidérurgistes.

### Défense
John Cockerill Defense conçoit, fabrique et améliore des systèmes tourelle-canon pour des calibres 25 à 120 mm. Certifiée OTAN en tant que fournisseur de systèmes d’armes, l'entreprise est reconnue par les autorités américaines, britanniques, belges ou encore françaises en tant que partenaire technique de développement de systèmes. John Cockerill participe ainsi à plusieurs programmes du Fonds Européen de Défense afin de contribuer au renforcement de la base industrielle et technologique de la défense en Europe. 
En 2022, John Cockerill présente le Cockerill i-X (en), un véhicule d'interception terrestre doté d’un système de combat. En 2023, dans le contexte de la guerre en Ukraine, John Cockerill modernise plusieurs dizaines de véhicules M113 pour l'Armée belge destinées à l'Ukraine,,.

## Controverses
Des organisations non gouvernementales comme Amnesty International s'inquiètent, en 2019, de voir le groupe exporter de l'armement de manière non transparente à destination de l'Arabie saoudite alors que ce pays mène une guerre au Yémen et est régulièrement pointé du doigt pour violation des droits de l'homme.
Amnesty International France révèle en juillet 2020 que des soldats saoudiens doivent être instruits au sein d'un centre de formation installé dans la commune française de Commercy (Meuse). Géré par John Cockerill, le centre a bénéficié de financements publics français ainsi que de l'appui du ministre de la défense français d'alors, Gérard Longuet. Ce dernier a par la suite rejoint le conseil d'administration de l'entreprise,.

### Sites internet
- Cockerill Maintenance & Ingénierie (dorénavant indépendant d'Arcelor, détenue par deux anciens cadres d'Usinor, Bernard Serin et Pierre Meyers)

### Bases de données
- Site officiel
- Ressource relative à la recherche :   - Financements européens
- Notice dans un dictionnaire ou une encyclopédie généraliste :   - Britannica
- Notices d'autorité :   - VIAF